# Ямная культура

Археологические культуры в Европе в 3200—2300 годы до н. э.
ямная культура
культура шнуровой керамики
культура шаровидных амфор
баденская культура

Я́мная культу́ра (точнее — древнея́мная культу́рно-истори́ческая о́бщность) — археологическая культура эпохи позднего медного века — раннего бронзового века (3300—2600 годы до н. э.). Занимала территорию от южного Приуралья на востоке до Днестра на западе, от Предкавказья на юге до среднего Поволжья на севере. Эта культура была выделена В. А. Городцовым в 1905 году для отличия от более поздних катакомбных и срубных культур на этой территории.

## Локальные варианты
Н. Я. Мерперт выделил следующие локальные варианты ямной культурно-исторической общности:
- волго-уральский
- предкавказский
- донской
- северско-донецкий
- приазовский
- крымский
- приднепровский
- северо-западный
- юго-западный

Л. С. Клейн в 1975 году выделил западное крыло «ямников» в отдельную нерушайскую культуру. Затем и другие археологи стали так поступать, только дали другое название — буджакская культура.

## Хозяйство
Ямная культура была преимущественно кочевой скотоводческой, с элементами мотыжного земледелия вблизи рек и на некоторых городищах. Мотыги при этом изготавливались из костей (рогов). «Ямники» создавали колёсные повозки (телеги). Самые ранние находки в восточной Европе остатков четырёхколёсных повозок обнаружены в подкурганных погребениях ямной культуры (например, «Сторожевая могила» на территории Днепра, могильник у села Ясски в Одесской области, Шумаевский могильник в Оренбуржье и т. д.).
«Ямники» опирались на кочевое скотоводство (крупный и мелкий рогатый скот), употребляли в пищу молочные продукты. При анализе зубного камня носителей ямной культуры у большинства индивидов обнаружены следы молочного белка. У ямников Ростовской области (Кривянский) обнаружены следы использования в пищу продуктов из лошадиного молока. Практиковалось овцеводство, при стоянках около рек — рыболовство. Земледелие постоянного типа ещё не применялось. В плане использования колёсного транспорта пересекается с Майкопской культурой — обе одними из первых в истории, стали постоянно применять телеги, запрягаемые волами.
Наличие домашних лошадей у населения ямной культуры — предмет длительной дискуссии среди археологов. В настоящее время даже консервативные в этом вопросе авторы не отрицают наличия у ямников домашних или «прирученных» лошадей. Согласно крупному исследованию 2021 года Libardo et al., лошади некоторых групп ямной культуры генетически очень близки к популяции домашних лошадей DOM2. Лошади DOM2 имеют мутации в генах GSDMC и ZFPM1, связанные с уменьшением агрессивности и лучшей устойчивостью к нагрузке на позвоночник (прежде всего, при верховой езде). Эти мутации не могли накопиться в популяции без участия человека, так как не являются полезными для выживания животных в дикой природе. Таким образом, популяция лошадей ямников стала результатом целенаправленной длительной селекции, вероятно, начавшейся еще до формирования ямной культуры. Однако применительно к ямной культуре Libardo et al. не говорят об одомашнивании лощадей и используют обтекаемый термин horse management, за которым могут скрываться разные формы контроля над животными. Окончательное формирование популяции DOM2 Libardo et al. связывают с пост-ямным временем, с культурой Синташта. Согласно выводам статьи, около 2200 л. до н. э., лошадь окончательно становится домашним животным и начинает применяться в транспортных целях. Ямники же, как утверждается в работе Libardo et al., если и «контролировали» лошадей тем или иным способом и занимались их селекцией, не применяли их, во всяком случае, в широком масштабе, ни для верховой езды, ни для колесного транспорта. Кроме того, носители ямной культуры и производные от них группы (культуры шнуровой керамики и колоколовидных кубков), согласно исследованию Libardo et al., не использовали домашних лошадей DOM2 во время экспансии в Европу, так как лошади шнуровиков не имеют примеси DOM2. Позднейшие исследования поставили под сомнение эти выводы, и генетическая примесь DOM2 у лошадей культуры шнуровой керамики была обнаружена. Кроме того, вопрос о верховой езде у ямников в последнее время обсуждается с точки зрения биоархеологии. Авторы исследования 2023 года определили на скелетах нескольких индивидов ямной культуры более 7 (из 12 возможных по предложенной ими системе оценки) характерных травм, связанных с верховой ездой. Один ямный индивид с территории Румынии продемонстрировал полный набор характерных для верховой езды изменений: 12 из 12 возможных. Интересно, что один из самых высоких индексов (10 из 12) обнаружен у доямного индивида с территории Венгрии (Csongrád, около 4400 года до н. э.), известного в популярной литературе как Всадник. По данным генетического анализа этот индивид, несмотря на западную локализацию, не имеет отличий от населения хвалынской культуры. Таким образом, использование лошадей для верховой езды практиковалось у ямников, и, вероятно, имеет давние корни уже у их предков — нижневолжских скотоводов.
Ямная культура использовала большей частью медные и бронзовые (мышьякового типа бронза) орудия труда и оружие — инструменты, топоры, кинжалы, изготовляемые на основе Циркумпонтийской металлургической провинции и раннего Каргалинского месторождения. Использовались также медные образцы из соседней Майкопской культуры.

## Погребения

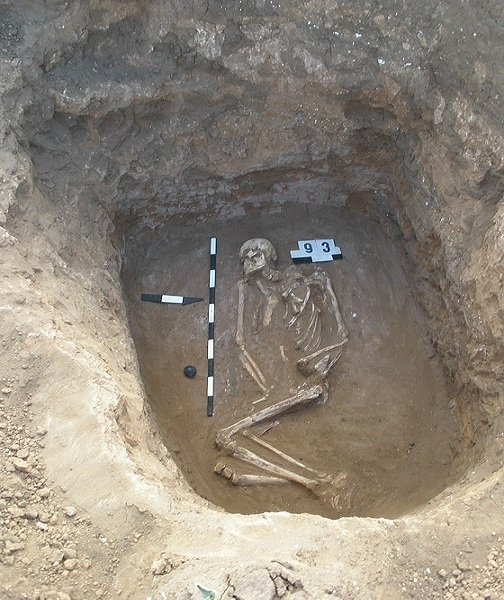
Погребение ямной культуры. Волгоградская область

Характерной чертой ямной культуры является захоронение умерших в ямах под курганами в положении лёжа на спине, с согнутыми коленями. Тела посыпались охрой. Захоронения в курганах были множественными и зачастую производились в разное время. Обнаружены также захоронения животных (коровы, свиньи, овцы, козы и лошади). В степной полосе от реки Дунай на западе до верховьев реки Маныч на востоке насчитывается примерно 160 погребений ямной культуры с остатками колесного транспорта (колёс, возов), а также их глиняные модели и остатки рисунков. Древнейшие из находок датируются по калиброванной шкале 32 веком до н. э..
Четырёхколёсные повозки были обнаружены на берегу реки Ялпух на юго-западе Молдавии, у села Маяки на левобережье Нижнего Днестра, у села Софиевка на реке Ингулец, ещё в одном погребении на Ингуле. Остатки двухколесной повозки происходят из ямного погребения кургана Сторожевая могила у города Днепр. Ещё одна повозка обнаружена в могильнике Первоконстантиновка у Каховки, а остатки двухколесной повозки — у села Аккермень на Мелитопольщине. По одному колесу найдено в ямном погребении у города Ростова, в погребении кургана 7 могильника Герасимовка I, Шумаево II в Приуралье. В Шумаево ОК II/2 найдено 3 колеса, Изобильном I 3/1 — 4 имитации колёс. Оба колеса двухколёсной деревянной арбы из Сторожевой могилы ямной культуры под городом Днепр (III тысячелетие до н. э.) были сделаны из сплошного куска дерева, рассечённого продольно, с круглыми отверстиями для оси и толстыми ступицами.
В районе Самары было найдено захоронение двух людей древностью 3 800 лет. Тела положены рядом друг с другом, лицом к лицу. Как показал анализ исследованного материала, оба человека умерли от чумной палочки, которая имела генетический тип, схожий с Юстиниановой чумой, и обладала способностью жить в блохах и таким образом ускоренно передаваться от человека к человеку. Учитывая, что чумная палочка из-под Самары является древнейшим примером подобной мутации у чумы, учёные подтвердили, что массивная миграция населения именно из ямной культуры дошла до Европы, породила в итоге Культуру шнуровой керамики, а в Центральной Азии и на Алтае — Афанасьевскую культуру. Анализы останков других европейских культур — Срубной, Синташтинской, Потаповской и Андроновской, подтверждают, что чумная палочка имеет связанные генетически линии с той, которую нашли около посёлка Михайловский. Эти культуры представляют собой пример обратной миграции, которую проводили земледельцы этих культур из Европы, вплоть до Центральной Азии.

## Преемственность
По современным представлениям, основанным на данных археогенетики, население ямной культуры происходит от носителей позднего этапа среднестоговской культуры. Доказывая, что ямники происходят именно от среднестоговцев, а не от других родственных степных культур (хвалынской, репинской и др.), исследователи обращают внимание на наличие у ямников генетической примеси причерноморских охотников-собирателей. Эту примесь ямники могли унаследовать только от среднестоговцев: ни хвалынская культура, ни родственные ей культуры Поволжья и Предкавказья не имели этого генетического компонента. При этом «прото-ямники» в генетическом смысле располагались у кавказско-нижневолжского края «днепровского градиента»: у них — минимальная среди всех среднестроговских групп доля генов была получена от причерноморских охотников-собирателей (не более 23 %), и максимальная доля генетического вклада племен «кавказско-нижневолжского градиента» — мобильных скотоводов, имевших генетические контакты с кавказскими неолитическими земледельцами. Отсюда можно сделать вывод, что зона формирования ямной культуры находилась недалеко от восточной границы ареала среднестоговской культуры, в географической близости от зоны обитания населения кавказско-нижневолжского градиента. Дополнительный аргумент в пользу локализации прародины ямников — отсутствие у них генетических контактов с европейскими земледельцами, что было бы трудно объяснимо, если бы первоначальный район проживания ямников располагался западнее, на правом берегу Днепра, в зоне, интенсивно осваивавшейся земледельческими племенами трипольской культуры. По мнению археогенетиков, «ямники» изначально представляли собой небольшую генетически гомогенную популяцию, к тому же прошедшую около 3500 года до н. э. через «бутылочное горлышко». Последующее распространение ямной культуры — результат взрывного роста численности населения исходной группы, при минимальной ассимиляции других сообществ. Авторы публикации [] делают вывод, что ямники в ходе экспансии уничтожили либо вытеснили другие, родственные им племена кавказско-нижневолжского градиента (иными словами, другие группы ранних индоевропейцев: носителей позднехвалынской культуры и др.). Очевидно, что ямники обладали некими передовыми для своего времени хозяйственными и военными технологиями (например, освоили кочевое скотоводство при использовании колесного транспорта), что позволило им в относительно короткий срок (несколько столетий) заселить огромные пространства Евразии, от Южной Сибири (афанасьевская культура) до Центральной Европы. Популяция ямной культуры сохраняла определённую генетическую гомогенность вплоть до середины III тыс. до н. э., после чего распалась под влиянием контактов с другими группами населения.
Миграции населения, создавшего ямную культуру, сыграли огромную роль в истории народов Евразии. Ямная культура дала начало целому ряду культурных общностей. Ранняя производная ямной культуры — афанасьевская — во второй половине IV тыс. до н. э. распространилась на обширные пространства Центральной Азии и Южной Сибири. После начала «археогенетической революции» в археологии, среди ученых сформировалось единодушное мнение, что создатели культуры шнуровой керамики происходят от той же древней популяции, что и носители ямной культуры (см., в частности, и др.). При этом не до конца понятно, происходят ли «шнуровики» от населения, уже бывшего носителями ямной культуры в общепринятом археологическом смысле, или еще от поздних среднестоговцев (предков ямников). С учетом того, что культура шнуровой керамики возникает несколько позже, чем ямная, первый сценарий представляется более вероятным. Культура шнуровой керамики сформировалась до 3000 года до н. э. в результате вторжения населения ямной культуры на территорию, населенную европейскими неолитическими земледельцами, при этом примерно 20 % генов, преимущественно по женским линиям, были получены носителями культуры шнуровой керамики от народа культуры шаровидных амфор. В результате миграции представителей культуры шнуровой керамики на восток в начале III тыс. до н. э. сформировались фатьяновская, а затем балановская и абашевская культуры, «обратная миграция» представителей этих культур в степь привела к формированию синташтинской, андроновской и срубной культур. Западные группы культуры шнуровой керамики в середине III тыс. дали начало культуре колоколовидных кубков. Наконец, на своей основной территории ямная культура на востоке эволюционирует в полтавкинскую культуру, а на западе —в катакомбную культуру. Кеми-Обинская культура Крыма также является дериватом ямной культуры.

## История

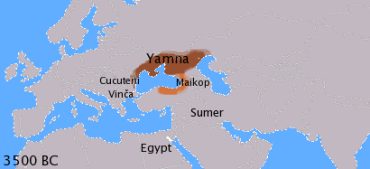
Ямная культура и майкопская культура в 4-м тысячелетии до н. э.

В развитии ямной культуры выделяют три периода (используемая здесь принятая в советской археологии 1970-х годах хронология ямной культуры примерно на 500 лет «моложе», чем принятая в настоящее время).
- Первый (ранний) этап (1-я половина — середина 3-го тыс. до н. э.) На всей территории ямной культуры распространены однообразные захоронения с лежащими на спине и посыпанными охрой скелетами, ориентированными головой на восток, остродонные и круглодонные сосуды с высоким горлышком, резным, накольчатым и штампованным орнаментом, украшения из раковин и кости, каменные изделия (в том числе зооморфные «скипетры») при почти полном отсутствии металла. Поселения — временные стоянки скотоводов. Уже на раннем этапе отдельные группы племён ямной культуры вторгаются в Подунавье и на Балканский полуостров.
- Второй этап (3-я — начало 4-й четверти 3-го тыс. до н. э.) Возникают локальные варианты. В причерноморских степях вместе с признаками раннего этапа появляются захоронения на боку с ориентированием головой на запад, яйцеподобные посудины с низким горлом, плоскодонные горшки, шнуровой орнамент, медные изделия (ножи, шила). На западе отдельные племена ямной культуры переходят к оседлости и создают постоянные поселения (Михайловское поселение, Скала Каменоломня и другие на Нижнем Днепре).
- Третий этап (конец 3-го — начало 2-го тыс. до н. э.) Локальные отличия нарастают: архаичные обрядовые признаки и инвентарь сохраняются только в Волжско-Уральском варианте. Западнее расширены захоронения со скелетами, не всегда покрытыми охрой, с нестойким ориентированием по сторонам света, ямы с уступами, бескурганные могильники, плоскодонная керамика. Появляются крупные медные изделия (клиновидные топоры, проушные молоты) и специфичные комплексы костяных украшений с молоткоподобными шпильками, повозки со сплошными колёсами. В конце третьего этапа рост локальных особенностей и распространение новых культур привели к постепенному поглощению и трансформации ямной культуры в катакомбную культуру.

По современным археологическим и генетическим данным в середине 3-го тысячелетия до н. э. Армянское нагорье, а, возможно, и другие территории Ближнего Востока испытали вторжение населения с территории ямной (либо родственной ей новотитаровской) культуры. Результатом этой миграции стало возникновение в Закавказье марткопи-беденской и триалети-ванадзорской культур, связываемых с носителями протоармянского языка.

## Язык
Согласно доминирующей сегодня точке зрения, все известные живые и мёртвые индоевропейские языки, кроме языков анатолийской ветви, происходят от континуума диалектов населения ямной культуры середины 4-го тысячелетия до н. э. Помимо традиционных археологических и лингвистических аргументов, это подтверждается данными генетических исследований. Присутствующий у представителей всех основных групп индоевропейской семьи общий генетической компонент — «степная родословная» — лучше всего моделируется как генетический вклад населения ямной культуры. Анализ локальных особенностей «степной родословной» позволяет построить схему распада индоевропейской общности, которая во многом подтверждает ранее предложенные лингвистами гипотезы (такие, как греко-армянское единство Педерсена и др.). Авторы публикации отмечают, что напрямую от ямной культуры получили степную родословную только носители греческого языка (вместе с вымершим фригийским), армянского и палеобалканских языков, живым потомком которых является албанский. Прото-греко-фригийцы начали формироваться в первой половине 3-го тысячелетия до н. э. в рамках ямной культуры на территории Молдавии. Носители будущего протоармянского языка с территории ямной культуры в середине 3-го тысячелетия до н. э. пересекли Кавказ, образовав триалетскую культуру в Закавказье. Еще одно раннее ответвление ямной культуры — вымершие в настоящее время языки тохарской ветви, были принесены в Центральную Азию во второй половине 4-го тысячелетия до н. э. населением афанасьевской культуры. Носители остальных индоевропейских языков унаследовали степную родословную через посредство культуры шнуровой керамики. Как и у шнуровиков, в дополнение к ямному, у них фиксируется генетический компонент, характерный для населения культуры шаровидных амфор. Праславяне и протобалты получили степную родословную от основной группы населения культуры шнуровой керамики. Среди населения северо-западных групп этой культуры сформировались языки германской группы. Рано отделившееся от «шнуровиков» население фатьяновской культуры внесло свой вклад в формирование абашевцев и синташтинцев, говоривших на языке-предке индоиранских языков. Это подтверждается, в частности, тем, что все Y-хромосомные гаплогруппы фатьяновцев, которые удалось расшифровать с высокой степенью детализации, характерны сейчас для населения Индии и Ирана. Наконец, происходящая от шнуровиков популяция культуры колоколовидных кубков (ККК) сформировала собственный вариант степной родословной, значительно обогащенный генетическим вкладом европейских земледельцев. Народы западных индоевропейских групп — кельты и италики, происходят именно от населения культуры колоколовидных кубков. При этом собственно кельтские языки распространяются из Центральной Европы только в конце бронзового века. Результатом первичных миграций населения культуры колоколовидных кубков в 3-м тысячелетии до н. э. стало появление древних индоевропейских языков Западной Европы, которые трудно отнести к той или иной языковой группе, за исключением их очевидного близкого родства с языками кельто-италийской ветви: лузитанского, лигурского, венетского и др.

## Палеоантропология

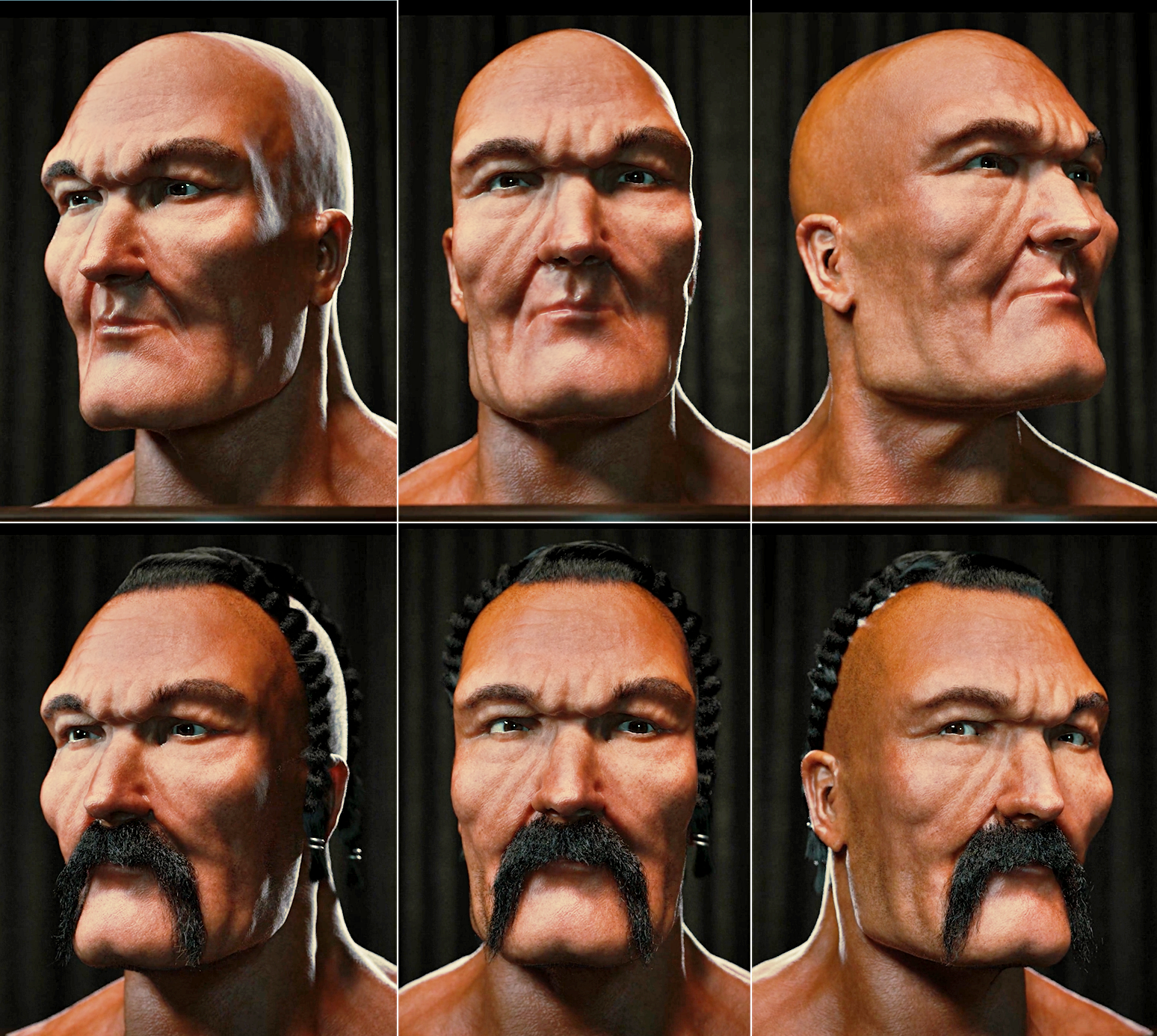
Реконструкция внешности мужчины, погребённого в кургане у села Новоалексеевка (Херсонская область)

Для населения ямной культуры характерны мезокефальные черепа с массивным затылком, низким и ортогнатным лицом, низкими орбитами, сильно выступающим носом, развитым надпереносьем, широким наклонным лбом и мощными надбровными дугами. Население культуры в целом не было однородным. У ряда находок выражены резко европеоидные особенности. На севере волго-уральского ареала население могло быть родственным волосовскому и гаринско-борскому, на востоке — терсекско-ботайскому. Также наблюдается сходство с черепами днепро-донецкой и среднестоговской культур. Предположительно носители ямной культуры были потомками пришельцев с запада и местных жителей хвалынской культуры.
В частности, антропологи отмечают, что часть носителей ямной культуры имела тип «долихокранный узколицый и высоколицый», причем с резкой горизонтальной профилированностью и сильным выступанием носа, аналогичный типу, широко распространённому на Северном Кавказе и в Закавказье (куро-аракская и майкопская культуры).
Другая часть носителей ямной культуры (а именно оставившее могильники Чограй, Лола-Архара и Кривая Лука) имели резко противоположный тип суббрахикранный, с тенденцией к брахикрании, широколицый и высоколицый, с чётко выраженными европеоидными чертами тип (который ещё сохраняется в Прикаспии), аналогии — краниологическая серия из могильника Джарарат (Армения).

### Фенотип и внешний облик
Фенотип ямников характеризуется как протоевропеоидный. Носители ямной культуры отличались очень высоким для своего времени ростом. Средний рост мужчин достигал 175 см. . Ямники обладали наибольшей предрасположенностью к высокому росту среди всех человеческих популяций
Относительно пигментации населения, оставившего ямную культуру, существуют противоречивые сведения. Так, в исследовании 2022 года указывается, что носители ямной культуры имели карие глаза, темные и темно-русые волосы, «промежуточный» оттенок кожи, в отличие от «шнуровиков», у которых фенотип голубоглазых светлокожих блондинов появился после смешения с культурой шаровидных амфор. С другой стороны, у ямников отмечена мутация гена KITLG rs12821256, впервые выявленная у северных евразийцев Афонтовой Горы, связанная со светлыми волосами. Также у ямников выявлены гаплотипы rs1426654 гена SLC24A5 и rs16891982 гена SLC45A2, связанные с появлением светлого оттенка кожи. Независимо от того, где и когда изначально появились эти мутации, после IV тыс. до н. э. их распространяли в Евразии именно потомки ямного населения, в том числе, «шнуровики». Можно сделать вывод, что, хотя большая часть носителей ямной культуры обладала волосами темных оттенков и кожей «промежуточного» цвета, как у современных южных европейцев, среди них встречались и светлокожие блондины.
Типичный «ямник» — человек высокого роста, с массивной продолговатой головой, широким, прямым и низким лицом, большим и сильно выступающим носом, заметными надбровными дугами, сильной челюстью, с очень широким покатым лбом.
«Ямники» первыми из степных культур стали практиковать искусственную деформацию черепа. У части носителей ямной культуры отмечен обычай искусственного «удлинения» головы, особенно ее затылочной части, при помощи специальных плотных повязок, который накладывались в раннем детстве, в возрасте до двух лет. Сходные практики были у обитателей поселения Ганджи-Дере на территории Ирана (8200-7800 BCE) и у многих неолитических групп Ближнего Востока.
Еще одна особенность внешнего облика ямников — распространенность у них лицевых травм (таких, как трещины носа и нижней челюсти), в настоящее время характерных для профессиональных боксеров. Количество индивидов с такими травмами доходило, по предварительным оценкам, до ¼ мужского населения. Поскольку травмы, нанесенные оружием того времени (каменными и бронзовыми кинжалами, булавами и пр.) имеют другой, проникающий характер, предполагается, что у ямников была традиция кулачных боев, возможно, это были поединки среди потенциальных лидеров. Интересно, что лицевые травмы такого рода отмечены и у женщин. Это можно объяснять распространенностью в данной культуре «домашнего насилия», но ярко выраженный «боксерский» характер повреждений наводит на мысль, что в «бойцовских клубах» бронзового века могли участвовать и женщины.

## Палеогенетика
По аутосомным генам ямники на 57 % происходят от нижневолжских скотоводов V тыс. до н. э. (группа Прогресс-Бережновка), на 23 % от причерноморских неолитических охотников-собирателей (VI тыс. до н. э., Голубая Криница, Воронежская область) и на 20 % от земледельцев кавказского неолита (Акнашен, Армения). Более детально анализируя родословную «ямников», авторы полагают, что ямная популяция возникла в конце V тыс до н. э. у нижневолжского края «днепровского градиента» (в генетическим, но, вероятно, и в географическом смысле) в зоне контакта «высокой» (high) подгруппы среднестоговцев (то есть группы с минимальной причерноморской генетической примесью) и группы нижневолжских скотоводов с родословной, максимально обогащенной генами кавказских неолитических земледельцев (наиболее подходящая популяция представлена мобильными скотоводами конца V — начала IV тыс. до н. э. из Ремонтное, Ростовской области). Дополнительный приток генов от группы типа Ремонтное необходим, чтобы объяснить необычно высокую для среднестоговских популяций долю кавказского неолитического компонента у ямников.
У ямников преобладают субклады Y-хромосомной гаплогруппы R1b-M269, прежде всего, R1b-Z2103. Другой субклад R1b-M269, R1b-L51  отмечен у носителей ямной культуры на территории Самарской области, Ростовской области, Калмыкии, Румынии (supplementary table). Субклад R1b-L51 присутствует и у популяции культуры шнуровой керамики, затем он становится основным у населения культуры колоколовидных кубков. У отдельных представителей культуры шнуровой керамики отмечены и ямный субклад R1b-Z2103 (в форме нисходящего субклада R1b-Z2108). У ямника (или протоямника) с территории Болгарии (образец I1456) отмечен субклад R1a-M417 (R1a1a1), также характерный для культуры шнуровой керамики. У данного индивида обнаружена существенная примесь генов европейских земледельцев (около 50 %). Детальный анализ показывает, что эта примесь могла быть получена только от культуры шаровидных амфор (как и у «шнуровиков»), а не от географически более близких трипольцев или балканских земледельцев. Таким образом, этот индивид конца IV тысячелетия до н. э. мог быть представителем единой ямно-шнуровой популяции в момент её разделения. Кроме того, у представителей ямной культуры обнаружены гаплогруппы I2-L699 (преобладает у ямников Дона), G-Z42565 (G2a2a1a2b), G-L166 (G2a2a1a2a1a), Q-BZ1466 (Q1b2b1b2b) (Кумсай на территории Казахстана), J-L283 (J2b2a1) (у ямников Молдавии), I-Y5669 (I2a1b1a2a2a2) и Q-M25 (Q1a2) в Румынии и др (supplementary table). Вопреки ранее распространенным представлениям, у представителей ямной культуры выявлено довольно большое разнообразие y-хромосомных гаплогрупп, при этом гаплогруппы ямников и представителей культур шнуровой керамики и колоколовидных кубков частично совпадают. Тем не менее количественное распределение гаплогрупп в ямной, шнуровой и ККК-популяциях — совершенно различно. Этот факт использовался для критики общности происхождения этих культур. Различие в Y-хромосомных гаплогруппах шнуровиков и ямников обычно объясняется генетическим «эффектом основателя», усиленным хорошо известной по данным лингвистики и сравнительной мифологии патриархальной социальной организацией ранних индоевропейцев. Успешные патрилинейные кланы могли в короткий срок распространиться на обширных территориях, в особенности среди социальной элиты, представители которой, благодаря статусным захоронениям, преимущественно попадают в поле зрения археологов и генетиков. Иногда даже высказывается предположение, что в части раннеямной популяции произошёл настоящий социальный переворот, аналогичный Русской революции 1917 года, с полной сменой «элиты». Смена «элитных» кланов в условиях межклановой конкуренции действительно была не редким явлением у ранних индоевропейцев. Так, преобладающая у нижневолжских скотоводов V тыс. до н. э. гаплогруппа R1b-V1636 (сестринская или кузенная по отношению к ямно-шнуровой R1b-M269) практически полностью исчезает на территории степной зоны в III тыс. до н. э., хотя изредка встречается у носителей ямной культуры и культуры шнуровой керамики. Самые ранние образцы ямно-шнурового субклада R1b-M269 обнаружены у индивидов степной майкопской культуры начала IV тыс. до н. э. на территории Ставропольского края: курган № 4, погребение № 12 на Константиновском плато около Пятигорска (KST001, 3824 г. до н. э.) и курган № 7, погребение № 23 у г. Невинномысск (NV3003, 3714 г. до н. э.) (supplementary table).
По данным на 2017 год представители ямной культуры имели митохондриальные гаплогруппы H, H15b1, U5, T2, T1, T1a1, U4, K, W, N1a, J, U2, I, X, R0a1. Ямная культура показывает примесь от охотников-собирателей с Кавказа, как и более ранняя Хвалынская культура. Ботайская культура не содержит генов от кавказских охотников-собирателей. При этом, в генах ботайцев есть древняя восточно-азиатская примесь, которой нет в Хвалынской и Ямной культурах. Разделение между предками Ямной и Ботайской культур произошло 15 000 лет назад, в палеолите. Согласно исследованиям, перемешивания с тех пор между культурами не было, в том числе по мужской линии не было внесения новых генов от Ямной к Ботайской и наоборот. Культуры таким образом развивались каждая сама в себе, не пересекаясь генетически.
Носители ямной культуры на территории Сибири вступили в генетический контакт с местными племенами. Так, геномы двух женщин Афанасьевской культуры на Алтае почти неотличимы по генетике от Окуневской культуры. В Окуневской культуре при этом имеется генетическая примесь от Афанасьевской и Ямной культур в 10—20 %.
Образцы, полученные от элиты ямной культуры, которую хоронили в курганах, это в основном R1b-Z2103 — восточная ветвь R1b. Носителями Y-хромосомной ветви R1b также являлись кочевники железного века (киммерийцы, скифы и сарматы). Из современных народов генетически близки к ямной культуре оказались калаши Гиндукуша в Пакистане.
Переносимость лактозы пока не выявлена у ямников, но это, скорее всего, объясняется ограниченным количеством исследованных образцов. Во всяком случае, распространение этой мутации, скорее всего, связано именно с ямными миграциями.

## Галерея
|  |  |  |  |